# Coptocephala kantneri
Coptocephala kantneri là một loài bọ cánh cứng trong họ Chrysomelidae. Loài này được Erber & Medvedev miêu tả khoa học năm 2004.